# Крешев, Иван Петрович
Ива́н Петро́вич Кре́шев (1824, Петербург — 21 марта (2 апреля) 1859, там же) — русский писатель, поэт, переводчик, журналист.

## Биография и творчество
Окончил Петербургский университет (1845), где учился сначала на философском, а потом на юридическом факультете. Отказался от службы, занялся литературой. Дебютировал в 1840. Крешев печатал оригинальные и переводные (Гёте, Шиллер, Гейне, Рюккерт, Уланд, Байрон, Томас Мур, А.Шенье, Гюго, Катулл, «Оды» Горация) стихотворения в «Отечественных записках», «Библиотеке для чтения», журналах «Пантеон», «Маяк» и других, в альманахах. Там же помещались его переводы беллетристических произведений. В «Библиотеке для чтения» (1854, ч. 128) есть его статья: «Алжирия».
Белинский причислял Крешева к подражателям Аполлона Майкова. В прозе был близок к натуральной школе.
Последние годы провел в крайней бедности, много работал, стремясь прокормить мать и больных сестер. К концу жизни заболел душевной болезнью и умер в Обуховской больнице Петербурга.
М. Гаспаров характеризует его так: «талантливый, но неудачливый поэт, всю свою недолгую жизнь проживший в нужде, зарабатывая журнальной поденщиной. Его оригинальные стихи (многие из них — на античные антологические темы: „Фавн“, „Дриада“ и др.) остались не собраны; его „Переводы и подражания“ были изданы посмертно (СПб., 1862) его другом Н. Гербелем. Больше всего и лучше всего он переводил Горация».

## Издания
- Переводы и подражания. СПб,1862